# Desmosoma atypicum
Desmosoma atypicum är en kräftdjursart som beskrevs av Schiecke och Eugenio Fresi 1969. Desmosoma atypicum ingår i släktet Desmosoma och familjen Desmosomatidae. Inga underarter finns listade i Catalogue of Life.